# Tataháza
Tataháza község Bács-Kiskun vármegye Bácsalmási járásában.

## Fekvése
A Bácskai-löszháton fekszik, Bajától 28, Bácsalmástól 6 kilométerre, a Bácskában.
A közvetlenül határos települések: észak felől Jánoshalma, kelet felől Mélykút, dél felől Bácsalmás, nyugat felől pedig Mátételke; északnyugaton pontszerűen határos még Felsőszentivánnal is.
Nyugati határában húzódik az Illancs térségében eredő Mátételki-Kígyós csatorna (a Kígyós-főcsatorna egyik mellékága), mely szárazabb nyarak idején elveszti vizét. A község belterületén van egy nádas tó, mellette egy jó állapotban lévő szélmalom áll.

### Megközelítése
A települést átszeli a Szeged és Baja közt húzódó 55-ös főút, így ez a legfontosabb közúti elérési útvonala. Bácsalmással az 5503-as, Mátételkével és Bácsbokoddal pedig az 5504-es út köti össze.

## Története
Tataháza nevét 1485-ben említette először oklevél Thad írásmóddal, mikor Őrösi László özvegye, Eufemia és Marhárt Jakab özvegye, Borbála az őket hozomány czímen illető birtokaikat Czobor Mártonnak és Imrének adták el. E birtokok között szerepelt Thad is, a mai Tataháza előde, a melyet Tótházának is neveztek. 
A török hódoltság alatt a defterek a bajai nahijében sorolják fel Tótházát Szentmiklós pusztával együtt 1580-ban 35 és 1590-ben 29 adózó házzal. 
1598-ban Tóthát szerb falu lakossága Esztergom vidékére költözött. 
1651-ben Polgár Pál, másként Bornemisza de Buda, végrendeletileg leányainak, Vattai Pálnénak és Földvári Jánosnénak adja bácsmegyei Tótháza birtokát, majd 1662-ben e birtokba Vattai Pált iktatták be. 
1724-ben az 1662 után Tataházának nevezett puszta Czobor Imre bajai uradalmába tartozott. A bajaiak használják, de csak legeltetésre. 
1727-ben ismét Tótházának írták. 1731-ben Tataháza, másképpen Tótháza néven fordult elő. 
1736-ban Tataháza pusztát a bikityiek használták évi 75 forintért, majd 1764-ben Grassalkovich bajai földesúr Tataháza pusztát be akarja telepíteni, és az ide letelepedőknek az egész határt 50 forintért adja bérbe. Kikötése, hogy házaikat rendben az utcavonalba kell építeniük, a földesúri adók alól egy évig, a vármegye részéről három évig mentesültek. A külföldről jövők hat évi adómentességet élveztek. 
1765 decemberben Tataházát először vették fel a vármegyei adólajstromba. 1769-ben Tataházára 137 forint adót vetett ki a vármegye. 
1772-ben Tataháza földesura gróf Grassalkovich volt.
1776-ból való Tataháza legrégibb pecsétje.
1793-ban az úrbéri összeírás szerint Tataházán 102 gazda, 8 házas és 8 házatlan zsellér, továbbá egy tanító s egy jegyző volt a faluban. 
1910-ben 1675 lakosából 1651 magyar, 18 német volt. Ebből 1649 római katolikus, 19 izraelita volt.
A 20. század elején Bács-Bodrog vármegye Bácsalmási járásához tartozott.
A község határában egy Fehérhalom nevű hely is található.

## Közélete

### Polgármesterei
- 1990–1994: Kancsár György (független)[3]
- 1994–1998: Kancsár György (független)[4]
- 1998–2001: Kancsár György (független)[5]
- 2002–2002: Édes Vencel (független)[6][7]
- 2002–2006: Édes Vencel (független)[8]
- 2006–2010: Édes Vencel (független)[9]
- 2010–2014: Vörös István (független)[10]
- 2014–2019: Vörös István (független)[11]
- 2019–2024: Vörös István (független)[12]
- 2024– : Vörös István (független)[1]

A településen 2002. március 24-én időközi polgármester-választást kellett tartani, az előző polgármester néhány hónappal korábban bekövetkezett halála miatt.

## Népesség
A település népességének változása:
| Lakosok száma | 1228 | 1221 | 1151 | 1091 | 1089 | 1074 | 1050 |
|               | 2013 | 2014 | 2018 | 2021 | 2022 | 2023 | 2024 |

A 2011-es népszámlálás során a lakosok 88,8%-a magyarnak, 1,3% cigánynak, 0,3% németnek mondta magát (11,2% nem nyilatkozott; a kettős identitások miatt a végösszeg nagyobb lehet 100%-nál). A vallási megoszlás a következő volt: római katolikus 67,1%, református 1,8%, evangélikus 0,2%, felekezeten kívüli 7,4% (22,7% nem nyilatkozott).
2022-ben a lakosság 88,2%-a vallotta magát magyarnak, 0,4% cigánynak, 0,1-0,1% szlováknak és szerbnek, 0,6% egyéb, nem hazai nemzetiségűnek (11,7% nem nyilatkozott; a kettős identitások miatt a végösszeg nagyobb lehet 100%-nál). Vallásuk szerint 39,9% volt római katolikus, 1,6% református, 0,3% evangélikus, 0,1% görög katolikus, 0,7% egyéb keresztény, 1% egyéb katolikus, 10% felekezeten kívüli (45,8% nem válaszolt).

## Nevezetességek
- Szent Mártonról elnevezett temploma - 1783-ban épült.
- Jó állapotú szélmalom, a Dózsa György utcában.

## Díszpolgárok
- Alföldy Béla tisztifőorvos, a környék országgyűlési képviselője az első és második világháború közti időszak jelentős részében.[16]

## Tataháza címere
A községnek nincs címere, viszont a közelmúltban előkerült egy régi pecsétnyomó. Egy bácsbokodi villanyszerelő mester adta át a néhány évvel ezelőtt talált réz pecsétfejet a községnek. A pecséten „TATAHÁZA 1790” felirat látható, középen pedig egy kar, mely búzaszálakat tart – ez utóbbi Bácsalmás címerében látható motívum. A mester munka közben, egy falban találta, ahová szög helyett verték be. A pecsét feje hátul ugyanis egy szúrós hegyben végződött – erre erősítették pecsétnyomó nyelét.